# Ribeyret
Ribeyret est une commune française, située dans le département des Hautes-Alpes en région Provence-Alpes-Côte d'Azur.

## Géographie

### Localisation
Le village de Ribeyret est situé à l'ouest du département des Hautes-Alpes, à 12,3 km à l'ouest de Serres et à 44,5 km à l'ouest-sud-ouest de Gap.
Cinq communes jouxtent Ribeyret, toutes situées dans le département des Hautes-Alpes :
|                       | Montmorin |         |
| Moydans               | Ribeyret  | L'Épine |
| Saint-André-de-Rosans | Sorbiers  |         |

### Transports
La commune est traversée par la route départementale 994 reliant Nyons, dans la Drôme, à Gap et au reste du département des Hautes-Alpes.
Les routes départementales 87 et 87 L traversent le centre du village ; une partie de la RD 26 reliant Montmorin à L'Épine passe au nord-est de la commune.

### Climat
Pour des articles plus généraux, voir Climat de Provence-Alpes-Côte d'Azur et Climat des Hautes-Alpes.
En 2010, le climat de la commune est de type climat des marges montargnardes, selon une étude du Centre national de la recherche scientifique s'appuyant sur une série de données couvrant la période 1971-2000. En 2020, Météo-France publie une typologie des climats de la France métropolitaine dans laquelle la commune est exposée à un climat de montagne ou de marges de montagne et est dans la région climatique Alpes du sud, caractérisée par une pluviométrie annuelle de 850 à 1 000 mm, minimale en été.
Pour la période 1971-2000, la température annuelle moyenne est de 10 °C, avec une amplitude thermique annuelle de 16,6 °C. Le cumul annuel moyen de précipitations est de 985 mm, avec 7,8 jours de précipitations en janvier et 5,2 jours en juillet. Pour la période 1991-2020, la température moyenne annuelle observée sur la station météorologique de Météo-France la plus proche, « Rosans », sur la commune de Rosans à 7 km à vol d'oiseau, est de 11,7 °C et le cumul annuel moyen de précipitations est de 826,9 mm. 
La température maximale relevée sur cette station est de 41,1 °C, atteinte le 22 août 2023 ; la température minimale est de −17,9 °C, atteinte le 12 février 2012,,.
Les paramètres climatiques de la commune ont été estimés pour le milieu du siècle (2041-2070) selon différents scénarios d'émission de gaz à effet de serre à partir des nouvelles projections climatiques de référence DRIAS-2020. Ils sont consultables sur un site dédié publié par Météo-France en novembre 2022.

## Urbanisme

### Typologie
Au 1er janvier 2024, Ribeyret est catégorisée commune rurale à habitat très dispersé, selon la nouvelle grille communale de densité à 7 niveaux définie par l'Insee en 2022.
Elle est située hors unité urbaine et hors attraction des villes,.

### Occupation des sols
L'occupation des sols de la commune, telle qu'elle ressort de la base de données européenne d’occupation biophysique des sols Corine Land Cover (CLC), est marquée par l'importance des forêts et milieux semi-naturels (68,2 % en 2018), une proportion sensiblement équivalente à celle de 1990 (68,7 %). La répartition détaillée en 2018 est la suivante : 
forêts (39 %), zones agricoles hétérogènes (28,7 %), milieux à végétation arbustive et/ou herbacée (27,2 %), prairies (3,1 %), espaces ouverts, sans ou avec peu de végétation (1,9 %).
L'évolution de l’occupation des sols de la commune et de ses infrastructures peut être observée sur les différentes représentations cartographiques du territoire : la carte de Cassini (XVIIIe siècle), la carte d'état-major (1820-1866) et les cartes ou photos aériennes de l'IGN pour la période actuelle (1950 à aujourd'hui).

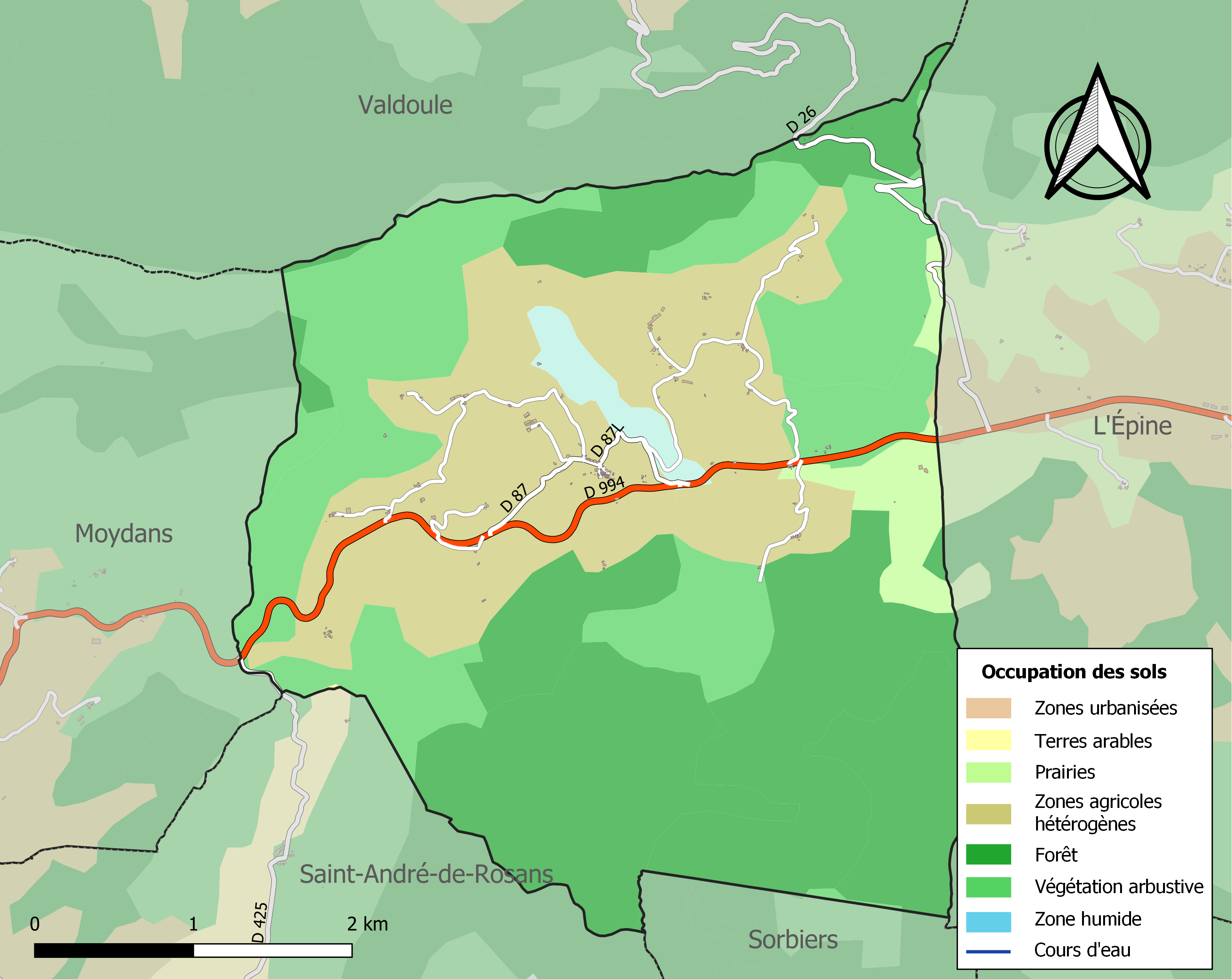
Carte de l'occupation des sols de la commune en 2018 (CLC).

## Toponymie
Le nom de la localité est attesté sous sa forme latine Riperium en 1282; puis sous une localisation précisée avec un Ripperii in Rosanesio en 1325.
Ce toponyme est issu de l'adjectif masculin singulier latin riparius (campus) « (champ) se trouvant sur la rive » et  suffixe diminutif -et,  « Petit champ se trouvant sur la rive ».
Ribeiret en occitan qui signifie que ce texte est une jambe de bois copié sur les autres.

## Politique et administration

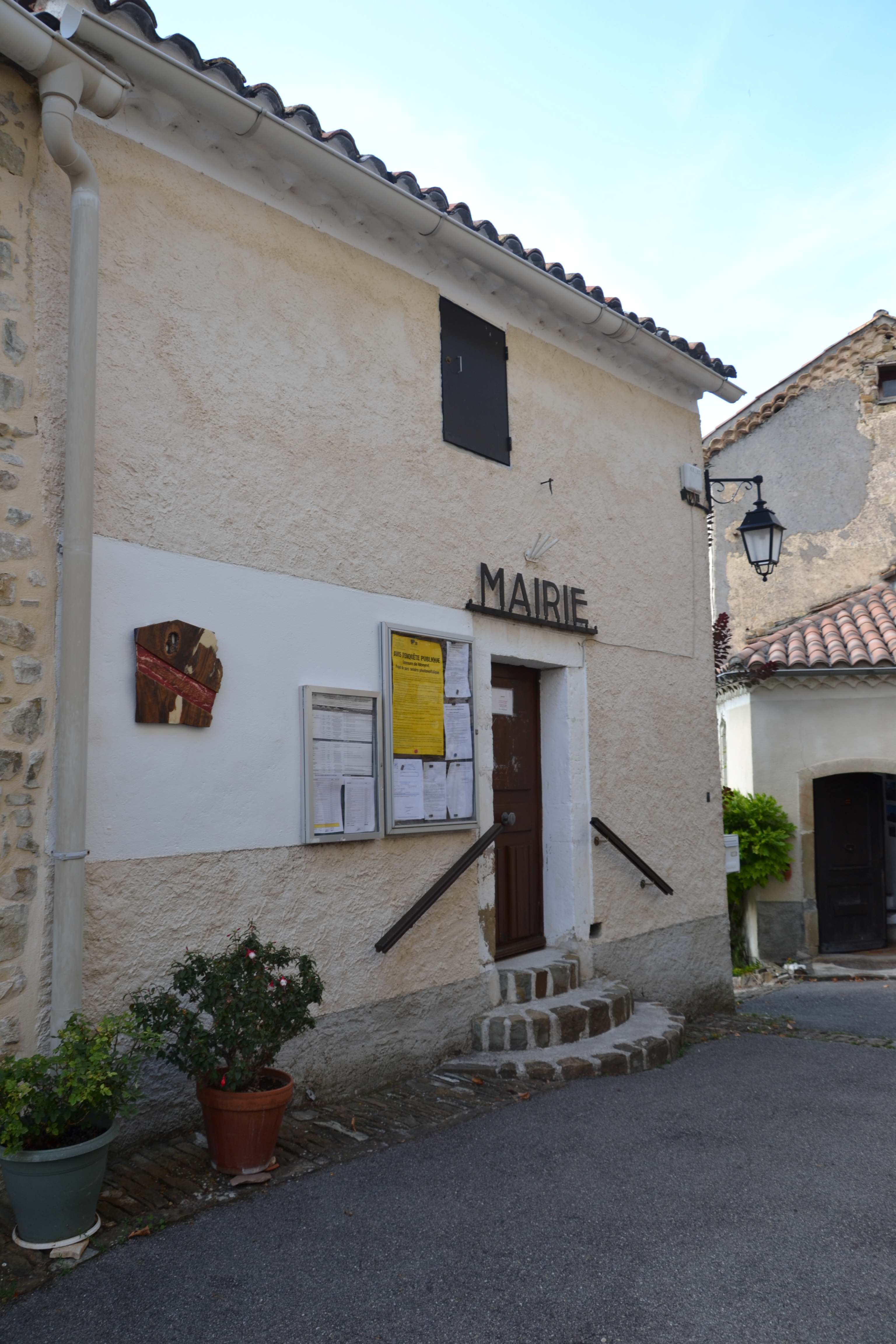
Mairie de Ribeyret.

### Liste des maires
| Période                                  | Période   | Identité            | Étiquette | Qualité                                         |
| ---------------------------------------- | --------- | ------------------- | --------- | ----------------------------------------------- |
| Les données manquantes sont à compléter. |           |                     |           |                                                 |
| mars 2001                                | mars 2014 | Daniel Girousse     |           |                                                 |
| mars 2014                                | mai 2020  | Christiane Kuqi     |           | Employée (entreprise publique)                  |
| mai 2020                                 | En cours  | Christiane Reynaud, |           | Personnel des services directs aux particuliers |

### Intercommunalité
Ribeyret fait partie :
- de 1994 à 2017, de la communauté de communes interdépartementale des Baronnies ;
- à partir du 1er janvier 2017, de la communauté de communes Sisteronais-Buëch.

## Démographie
L'évolution du nombre d'habitants est connue à travers les recensements de la population effectués dans la commune depuis 1793. Pour les communes de moins de 10 000 habitants, une enquête de recensement portant sur toute la population est réalisée tous les cinq ans, les populations de référence des années intermédiaires étant quant à elles estimées par interpolation ou extrapolation. Pour la commune, le premier recensement exhaustif entrant dans le cadre du nouveau dispositif a été réalisé en 2007.

En 2022, la commune comptait 109 habitants, en stagnation par rapport à 2016 (Hautes-Alpes : +0,4 %, France hors Mayotte : +2,11 %).
| 1793 | 1800 | 1806 | 1821 | 1831 | 1836 | 1841 | 1846 | 1851 |
| ---- | ---- | ---- | ---- | ---- | ---- | ---- | ---- | ---- |
| 452  | 372  | 429  | 447  | 486  | 486  | 483  | 490  | 448  |

| 1856 | 1861 | 1866 | 1872 | 1876 | 1881 | 1886 | 1891 | 1896 |
| ---- | ---- | ---- | ---- | ---- | ---- | ---- | ---- | ---- |
| 393  | 390  | 401  | 389  | 378  | 411  | 409  | 350  | 330  |

| 1901 | 1906 | 1911 | 1921 | 1926 | 1931 | 1936 | 1946 | 1954 |
| ---- | ---- | ---- | ---- | ---- | ---- | ---- | ---- | ---- |
| 310  | 278  | 254  | 219  | 228  | 209  | 193  | 170  | 159  |

| 1962 | 1968 | 1975 | 1982 | 1990 | 1999 | 2006 | 2007 | 2012 |
| ---- | ---- | ---- | ---- | ---- | ---- | ---- | ---- | ---- |
| 144  | 141  | 123  | 130  | 125  | 114  | 107  | 106  | 102  |

| 2017 | 2022 | - | - | - | - | - | - | - |
| ---- | ---- | - | - | - | - | - | - | - |
| 113  | 109  | - | - | - | - | - | - | - |

## Culture locale et patrimoine

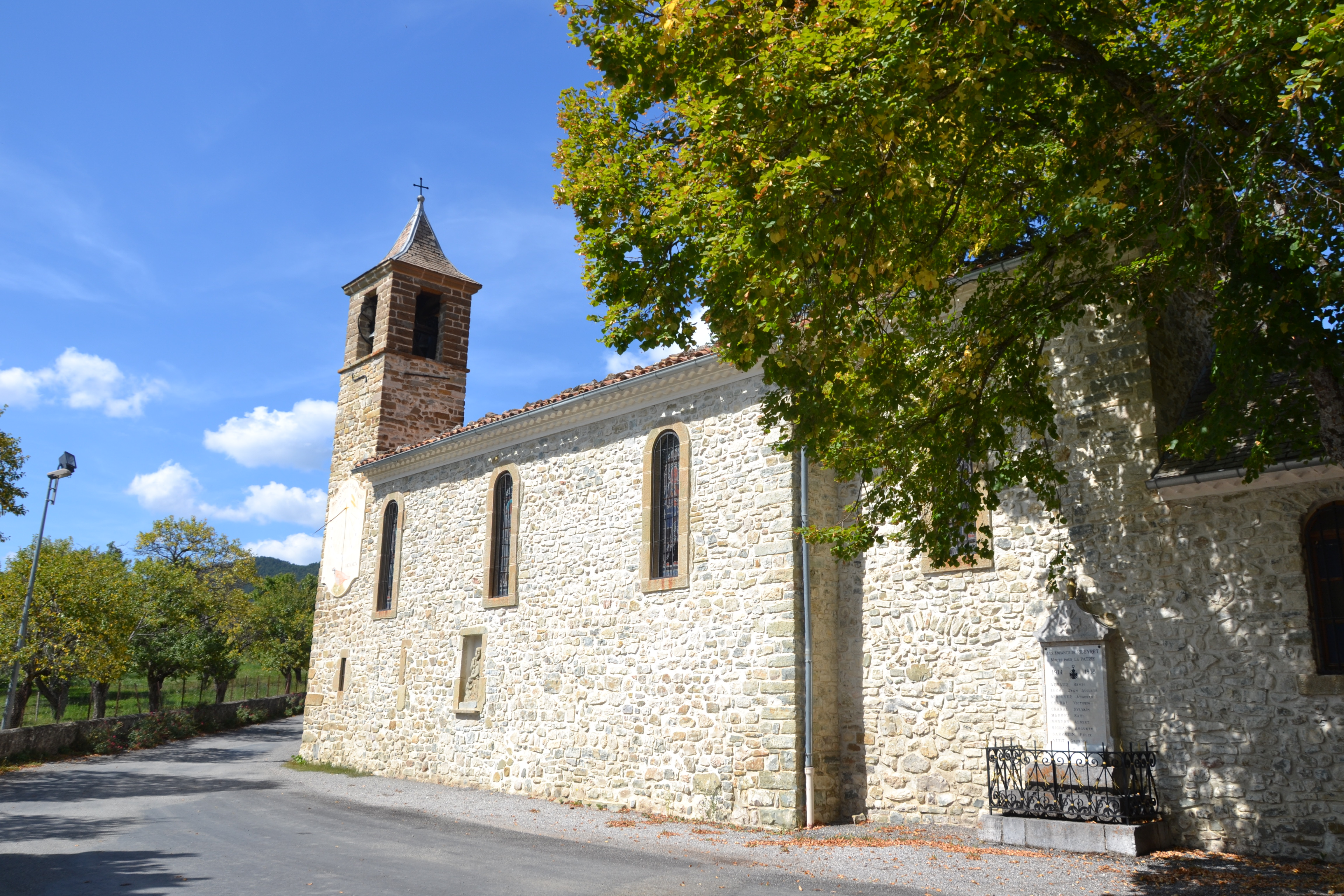
Église de Ribeyret.

### Lieux et monuments
- Église Saint-Pierre-aux-Clefs de Ribeyret.
- Chapelle Saint-Pierre de Ribeyret.